# Откуп
Откуп е заплащането в пари, средства или имущество за осигуряване на освобождаването на даден пленник. Похищенията над богати хора с цел откуп са разпространена практика още от древни времена. Във всички страни днес това се счита за престъпление. Размерът на поискания откуп зависи от много фактори. Похитителите първо отвличат дадено лице (възрастен или дете), след което влизат в контакт с роднините на лицето за да предявят своите искания.
В културата на много народи се срещат ритуални отвличания, например на невестата.
Юлий Цезар е отвлечен от пирати и освободен едва след като за него са заплатени 50 таланта. През 1874 година отвличането с цел откуп на Чарли Рос, тогава 4-годишен, се счита за първото в САЩ. През 1532 година Франсиско Писаро получава от империята на инките признатия за най-голям откуп в историята за техния император.